# Meiacanthus crinitus
Espèce
Statut de conservation UICN

 LC  : Préoccupation mineure
Meiacanthus crinitus est une espèce de poissons marins de la sous-famille des Blenniinae (famille des Blenniidae).

## Description
Meiacanthus crinitus peut mesurer jusqu'à 100 mm de longueur totale.

## Répartition

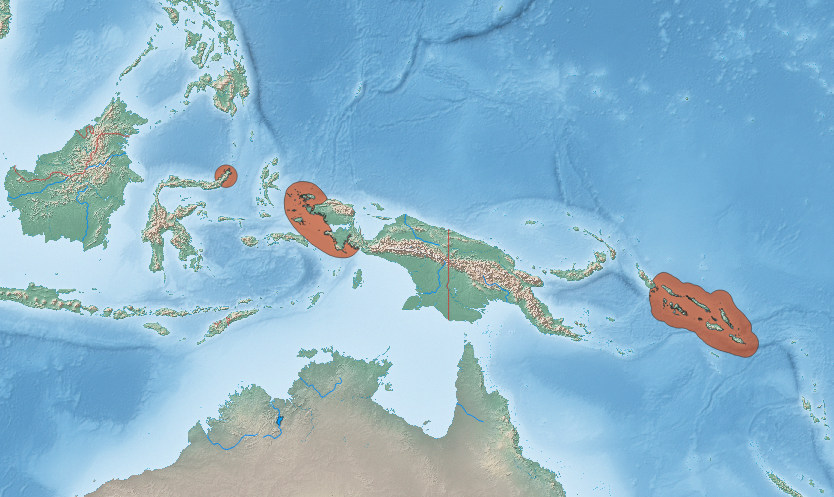
Aire de répartition de Meiacanthus crinitus selon l'UICN (2025).

Ce poisson a une répartition éparse entre les Îles Salomon, l'Indonésie et la Papouasie-Nouvelle-Guinée. Il est présent de la surface et jusqu'à 6 m de profondeur.

## Systématique
Le nom valide complet (avec auteur) de ce taxon est Meiacanthus crinitus Smith-Vaniz (d), 1987.

### Étymologie
Son épithète spécifique, du latin crinitus, « velu, avec de long cheveux », fait référence aux rayons allongés de la nageoire caudale des mâles.

### Publication originale
- (en) William F. Smith-Vaniz, « The Saber-Toothed Blennies, Tribe Nemophini (Pisces: Blenniidae): An Update », Proceedings of the Academy of Natural Sciences of Philadelphia, Philadelphie, vol. 139, no 1,‎ 1987, p. 1-52 (ISSN 0097-3157, e-ISSN 1938-5293, JSTOR 4064893).